# Ofelia de Aragón
Ofelia de Aragón (Monasterio de Piedra, Zaragoza, 1888 - Madrid, diciembre de 1980), nombre artístico de Jacinta Roy Yagüe, fue una cantante de jota y, desde el final de los años veinte, cupletista española.

## Vida
Hija de Cleto Roy y Tecla Yagüe, nació en 1889 en el Cimballa, en la provincia de Zaragoza, posteriormente sus padres se trasladaron al Monasterio de Piedra, en donde estuvieron al servicio de los propietarios, haciendo labores de guarda y labranza. Fue la mayor de las niñas de diez hermanos, todos muy dotados para la jota, talento que heredaron de la madre. Vivió en Cimballa, Torralba de los Frailes y Llumes. Su infancia fue la típica de una niña campesina, aunque antes de cumplir los quince años quedó embarazada de su hijo Emilio, que murió posteriormente en los primeros ataques a Madrid en la Guerra Civil.

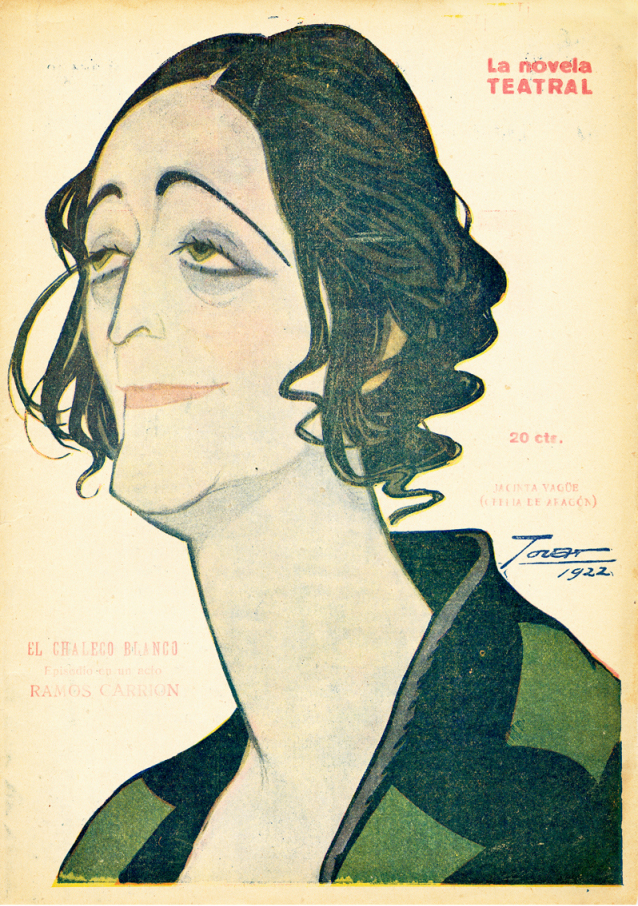
Caricaturizada por Tovar (1922)

Fuera por el embarazo, fuera para rentabilizar su talento como jotera, se trasladó a Madrid, donde residían unos parientes. Su primer éxito lo consiguió en 1913, ganando un premio de jotas en la Ciudad Lineal. Para asegurarse el éxito, estudió con el maestro Bodalo, que le enseñó los rudimentos de la cuplé. Así tuvo su debut en el teatro Novedades, con cierto éxito, aunque su carrera no despegó de forma vertiginosa. En el verano de 1917 ya era la estrella del teatro Romea, volviendo durante los siguientes años. Viajó en diversas ocasiones a América, donde permaneció en 1924 y 1928; en 1926 tuvo un gran éxito en Buenos Aires. También pasó por París, Niza, Montecarlo y otras capitales europeas. Los años de mayor éxito fueron en torno a 1930, época en la que los hermanos Quintero le escribieron la canción La mesonera de Aragón, con música de Genaro Monreal, una de las más famosas de su repertorio. En el Museo del Teatro de Almagro hay un retrato pictórico de esta artista, pintado por J. Tudela en 1930. Grabó diversos discos y se conservan dúos con José Oto y Miguel Asso, discos que se siguieron escuchando hasta los años 50.
Ofelia de Aragón fue la pionera en introducir la canción regional en el escenario, género que acabó por sustituir al cuplé en los gustos del público en la década de 1930 y que culminaría con el dominio absoluto de lo andaluz en la década de 1940, favorecida por la dictadura. Así, Ofelia consiguió triunfar llevando la jota a los escenarios de todo el país, aunque también dominaba los repertorios gallego, valenciano, andaluz, vasco, canario o el chotis madrileño. También cantaba otros géneros, del vals, la zamba, e incluso el tango.  Álvaro Retana la consideraba la cantante de variedades más completa de su tiempo, «cantando jotas no la superó nadie: ni en la escena ni en los discos gramofónicos», y la describía de la siguiente manera:

Buena moza; guapetona; con simpatía enorme y aspirando a mayor refinamiento espiritual. Muy amiga de alternar con hombres de letras. Llegó [...] a convertirse en una gran señora. Doctora en mundología; generosa cuando sabía que su rumbosidad podía serle provechosa en algún sentido [...] Ha sido muy favorecedora del necesitado; nada envidiosa; carácter franco y noble, incapaz de esas granujerías características de las mujeres que, como ella, vivieron muy deprisa y conocieron momentos difíciles [...] Muy devota, muy cariñosa, muy mundana es un orgullo del gremio varietinesco [...] Criatura de grandes y sinceros sentimientos sin alardes ridículos ni gazmoñerías.
Op.cit. Javier Barreiro (1998)

También fue empresaria, dirigiendo el teatro Romea durante algún tiempo. En esa época debutó Miguel de Molina, con un espectáculo de Ofelia de Aragón. De empresaria ganó mucho dinero, lo que la llevó a tener dificultades durante la Guerra Civil, que pasó en Madrid. Cuando las tropas franquistas entraron en la ciudad, Ofelia les cantó varias saetas. Habiendo tenido anteriormente relaciones con el libretista Ezequiel Endériz, se casó durante la Guerra con Serafín Zato, propietario de la madrileña Casa Zato. Parece que el matrimonio funcionó y Ofelia se retiró del espectáculo en 1946. Murió en Madrid en el año 1968, sin descendencia, olvidada.